# Список умерших в 1295 году

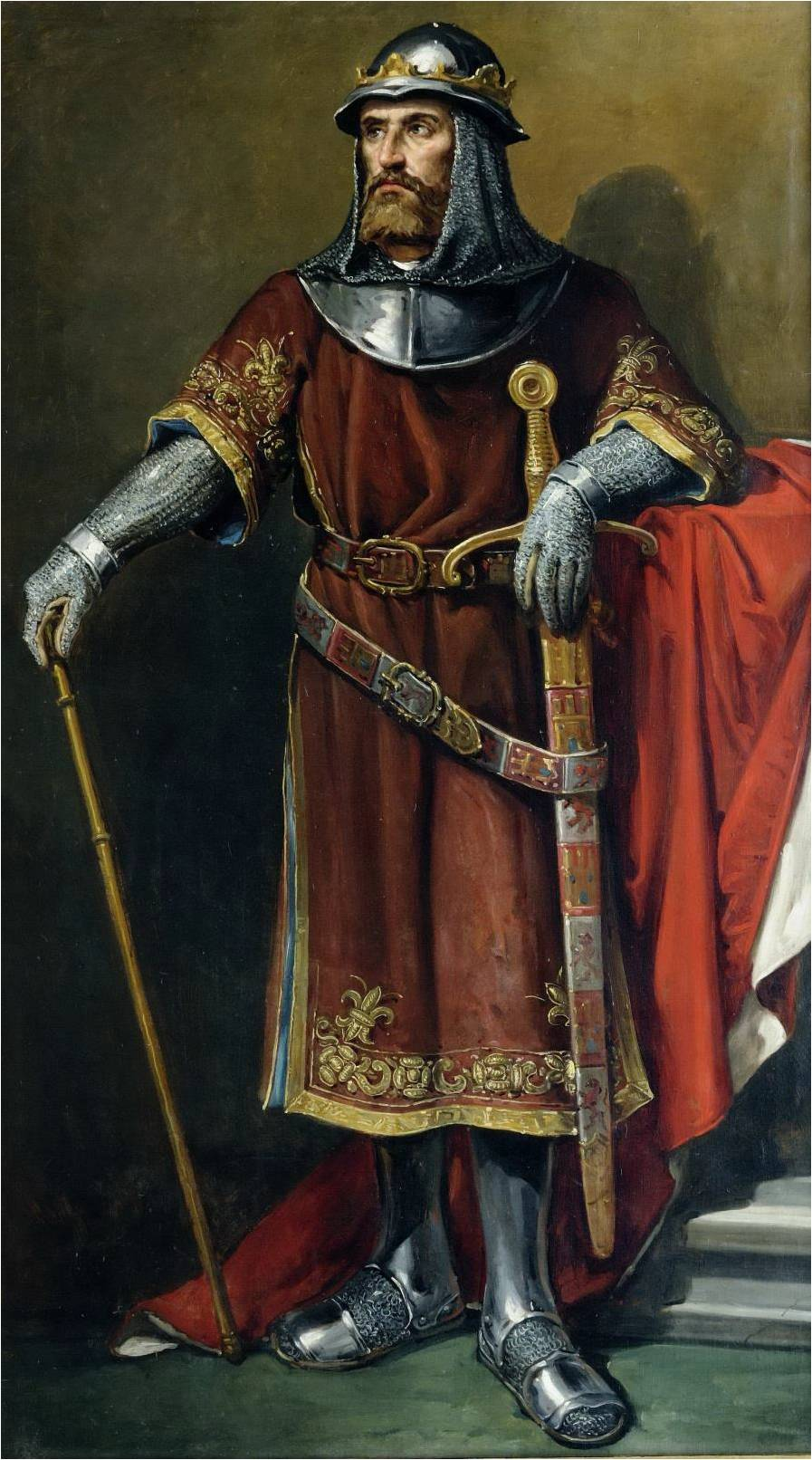
Санчо IV Храбрый

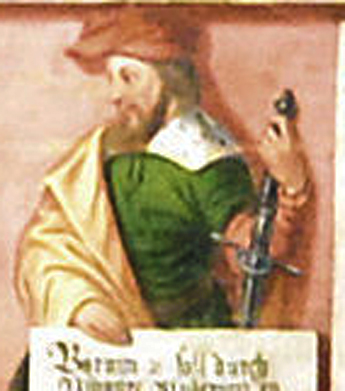
Барним II

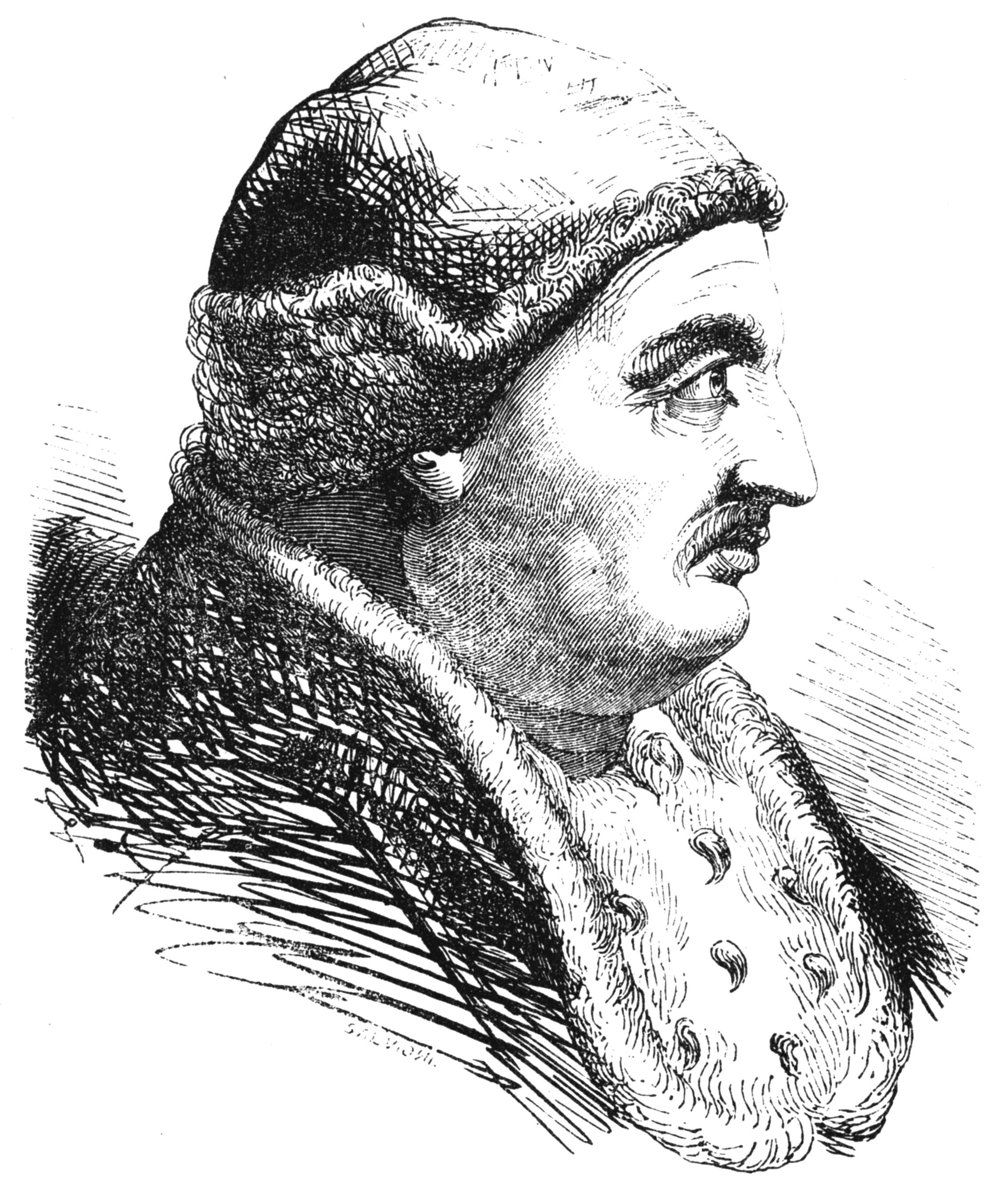
Оттоне Висконти

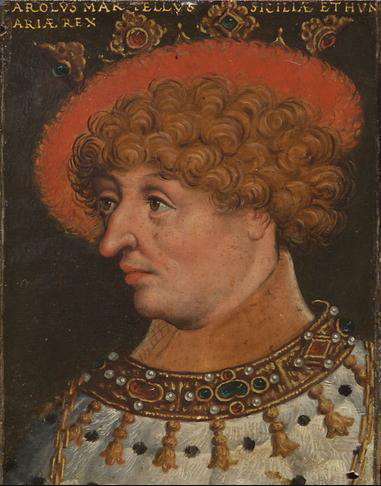
Карл Мартелл Анжуйский

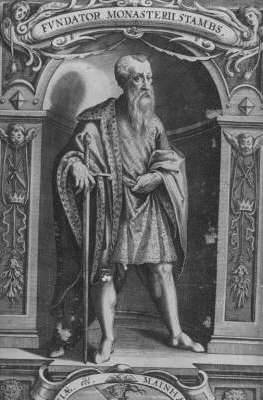
Мейнхард II

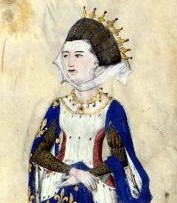
Маргарита Прованская

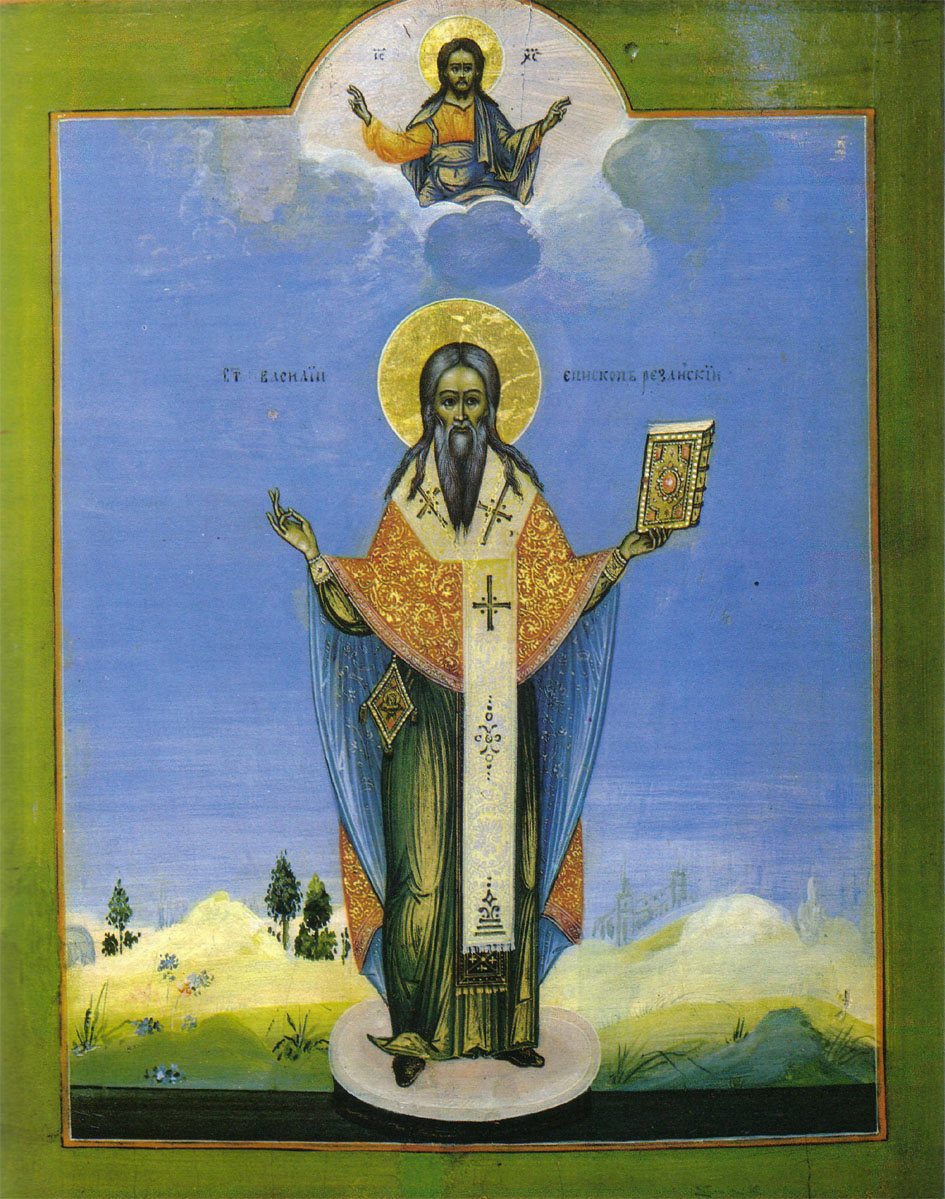
Василий I

В этой статье представлен список известных людей, умерших в 1295 году.
См. также: Категория:Умершие в 1295 году

## Январь
- 11 января — Баян — крупный монгольский военачальник, полководец великого монгольского хана и первого императора династии Юань Хубилая.
- 12 января — Агнес Баденская[англ.] — герцогиня-консорт Каринтии (1263—1269), жена Ульриха III

## Февраль
- 14 февраля — Рудольф II — маркграф Баден-Бадена (1288—1295)
- 22 февраля — Джованни ди Кастрокоели[итал.] — кардинал-священник de S. Vitale (1294—1295)

## Март
- 24 марта — Гайхату — ильхан государства Хулагуидов (1291—1295), убит
- 31 марта — Роберт Брюс — лорд Аннандейла, шотландский барон из рода Брюсов, один из основных претендентов на корону Шотландии в конце XIII века.

## Апрель
- 10 апреля — Бодуэн д'Авен — сеньор де Бомон из дома д’Авен, хронист.
- 25 апреля — Санчо IV Храбрый (36) — король Кастилии и Леона (1284—1295).

## Май
- 4 мая — Питер из Икхэма, английский хронист, богослов и правовед, монах-бенедиктинец приората Кентерберийского собора.
- 28 мая:
  - Барним II — герцог Померании (1278—1295), убит;
  - Конрад II фон Варденберг[нем.] — епископ Миндена (1293—1295).

## Июль
- Беатриса Наваррская — герцогиня-консорт Бургундии (1258—1272), жена Гуго IV Бургундского
- Пьетро Перегросси[итал.] — итальянский кардинал San Giorgio in Velabro (1288—1295)

## Август
- 8 августа — Оттоне Висконти — архиепископ Милана (1262—1295), сеньор Милана (1277—1287), основатель миланского дома Висконти
- 12 августа — Карл Мартелл Анжуйский (23) — наследник неаполитанского престола, принц Салерно (1289—1295), титулярный король Венгрии и король Хорватии (1291—1295), умер от чумы.
- 22 августа — Ги VIII де Лаваль, сеньор де Лаваль и де Витри, граф Казерты.

## Сентябрь
- 7 сентября — Гильом Феррье[фр.] — французский кардинал-священник de S. Clemente (1294—1295)
- 15 сентября — Руджери Убальдини — архиепископ Пизы (1278—1295), персонаж «Божественной комедии» Данте.

## Октябрь
- 4 октября — Байду-хан — ильхан государства Хулагуидов (1295), убит.

## Ноябрь
- 1 ноября — Мейнхард II — граф Горицы (1257—1271), граф Тироля (1257—1295), герцог Каринтии и герцог Крайны (1286—1295)

## Декабрь
- 7 декабря — Гилберт де Клер (52) — граф Хартфорд, граф Глостер и барон Клер (1262—1295), известный также как Красный граф.
- 16 декабря — Роджер де Мейланд[англ.] — епископ Ковентри и Личфилда (1257—1295).
- 20 декабря — Маргарита Прованская — королева-консорт Франции (1234—1270), жена Людовика IX.
- 21 декабря — Эрих Фон Бранденбург[нем.] — архиепископ Магдебурга (1283—1295).

## Дата неизвестна или требует уточнения
- Абу Хафс Умар I — халиф государства Хафсидов (1284—1295).
- Аль-Музаффар Юсуф I, султан южно-аравийского государства Расулидов (1250—1295).
- Ангус Мор — король Островов (1250-е—1295)
- Баба Фахруддин[англ.] — суфийский святой
- Василий I — епископ Рязанский и Муромский, святой православной церкви
- Генрих фон Берхтесгарден[нем.] — епископ Брессаноне (1290—1295)
- Джиролдо ди Якопо да Комо[итал.] — итальянский скульптор и архитектор.
- Оберто Дориа, генуэзский флотоводец и государственный деятель, капитан народа (1270—1285).
- Кинан ап Маредид — один из руководителей восстания в Уэльсе (1294—1295), казнён
- Конрад фон Мандерн — ландмейстер Тевтонского ордена в Ливонии (1264—1267)
- Николас де Горрон[фр.] — французский католический писатель
- Николас де Сегрейв — первый барон Сегрейв (1295).
- Перец бен-Илия — французский тосафист
- Пайо Гомес Шариньо[исп.]	— галисийский поэт
- Пукувер Будивид — великий князь литовский (1290—1295); родоначальник династии Гедиминовичей.
- Руй Перес Понсе де Леон — главный мастер Ордена Калатравы (1284—1295)
- Таддео Алдеротти[англ.] — флорентийский алхимик
- Фененна Куявская — королева-консорт Венгрии и Хорватии (1290—1295), жена Андраша III
- Хасан аль-Раммах[англ.] — химик и инженер тюркского происхождения, мамлюк, в 1280 году синтезировал военный порох, спроектировал первую в мире торпеду.
- Хиллель бен Самуэль — врач, талмудист, философ.
- Чжао Мэнцзянь — китайский художник.